# Jastrząb (gmina)
Pour les articles homonymes, voir Jastrząb.
La gmina de Jastrząb est une commune rurale du powiat de Szydłowiec et de la voïvodie de Mazovie dans le centre-est de la pologne.
Son siège administratif (chef-lieu) est le village de Jastrząb qui se situe à environ 8 kilomètres à l'est de Szydłowiec (siège de la powiat) et à 108 kilomètres au sud de Varsovie (capitale de la Pologne).
La gmina couvre une superficie de 54,79 km2 et comptait 5 089 habitants en 2006.

## Géographie
La gmina inclut les villages et localités de:

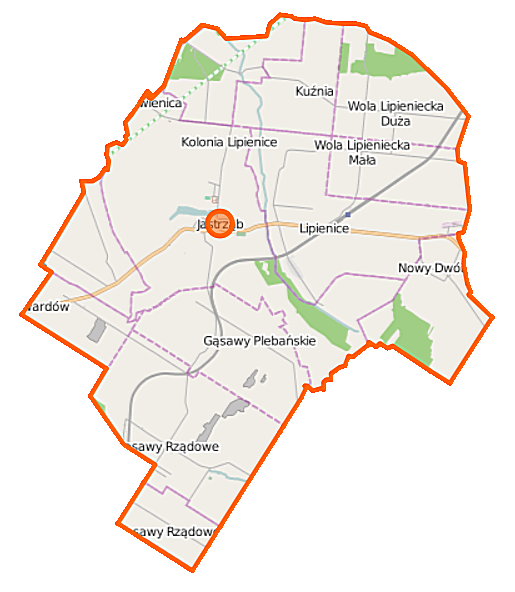
Plan de la gmina

- Gąsawy Plebańskie
- Gąsawy Rządowe
- Gąsawy Rządowe-Niwy
- Jastrząb
- Kolonia Kuźnia
- Kuźnia
- Lipienice
- Nowy Dwór
- Orłów
- Śmiłów
- Wola Lipieniecka Duża
- Wola Lipieniecka Mała

### Gminy voisines
La gmina de Jastrząb est voisine de:

- Mirów
- Orońsko
- Szydłowiec
- Wierzbica
- Wolanów

## Structure du terrain
D'après les données de 2002, la superficie de la commune de Jastrząb est de 54,79 km2, répartis comme telle :
- terres agricoles : 78 %
- forêts : 11 %

La commune représente 11,68 % de la superficie du powiat.

## Démographie
Données du 30 juin 2004 :
| Description        | Total  | Total | Femmes | Femmes | Hommes | Hommes |
| ------------------ | ------ | ----- | ------ | ------ | ------ | ------ |
| Unité              | Nombre | %     | Nombre | %      | Nombre | %      |
| Population         | 5 059  | 100   | 2 585  | 51,1   | 2 474  | 48,9   |
| Densité (hab./km²) | 92,3   | 92,3  | 47,2   | 47,2   | 45,2   | 45,2   |